# Ruichang Sports Park Stadium
Das Ruichang Sports Park Stadium (chinesisch 瑞昌市体育公园) ist ein Fußballstadion mit Leichtathletikanlage in der chinesischen Stadt Ruichang (chinesisch 瑞昌市). Das Stadion hat ein Fassungsvermögen von 13.000 Personen. Es ist die Heimspielstätte des Drittligisten Jiangxi Lushan FC (chinesisch 江西庐山足球俱乐部).